# Середня Шабелле
Середня Шабелле (сом. Shabeellaha Dhexe, араб. شبيلي الوسطى) — регіон і провінція (gobol) в південній частині Сомалі Столиця — місто Джоугар.

## Розташування
Провінція межує з сомалійськими провінціями Бенадір, Нижня Шабелле, Хіран, Галгудуд, і має вихід до Індійського океану. Через провінцію протікає річка Уебі-Шабелле.
До 1984 року провінція була частиною великої провінції Бенадір зі столицею в Могадішо.
У провінції Середня Шабелле переважають різні племена клану Мудулод, серед яких виділяється плем'я Абгал. Є також несомалійське плем'я Каболе групи банту.
У провінції переважає природне й поливне землеробство і рибальство, в рік випадає від 150 до 500 мм опадів на площа 60 000 кв. км. Уздовж океану є 400 км берегової лінії.

## Політична ситуація
Під час громадянської війни в Сомалі провінція Середня Шабелле, що знаходиться в безпосередній близькості від Могадішо і розташована вздовж Індійського Океану, була ареною бойових дій і багаторазово переходила з рук в руки. Значна частина провінції перебувала в руках радикального ісламського угрупування Джамаат Аш-Шабааб, проти якої борються урядові війська і союзні з ними формування.
У серпні 2014 почалася Операція «Індійський Океан», організована проурядовими силами Сомалі. 31 серпня почався масований наступ в провінції Середня Шабелле. Об'єднані війська попрямували на Махадай розчищаючи коридор до провінції Хіран. Було зайняте місто Фідов на відстані 60 км від столиці провінції Джоухар.
1 вересня американський дрон випустив снаряд, який вбив лідера аш-Шабаба Годане. Ця подія була сприйнята як велика перемога, і в очікуванні розсіювання основних сил і розколу угруповань, сомалійський уряд оголосив 45-денну амністію помірним бойовикам аш-Шабаб. Після цієї події почався масований наступ на аш-Шабаб з поступовим звільненням провінції Середня Шабелле.
30 вересня урядові війська зайняли ключові пункти на відстані 100 км від Могадішо, включно з містом Варшейх, а 1 жовтня місто Адалят. В цілому до середини жовтня вся провінція була практично звільнена, але до кінця грудня з'являються повідомлення про зіткнення і про просування урядових військ

## Райони
Середня Шабелле складається з чотирьох районів:
- Адан-Ябалу (Aadan Yabaal District)
- Балад (Bal'ad District)
- Адалят (Cadale District)
- Джоухар (Jowhar District)